# Sauville (Ardennes)
Sauville település Franciaországban, Ardennes megyében. Lakosainak száma 240 fő (2022. január 1.). Sauville Vendresse, Bairon-et-ses-Environs és Tannay-le-Mont-Dieu községekkel határos.

## Népesség
A település népessége az elmúlt években az alábbi módon változott:
| Lakosok száma | 247  | 200  | 183  | 236  | 281  | 272  | 245  | 235  | 235  | 240  |
|               | 1968 | 1982 | 1990 | 2006 | 2013 | 2015 | 2017 | 2019 | 2020 | 2022 |